# Judo-Europameisterschaften der Männer 1979
Die Judo-Europameisterschaften 1979 bei den Männern fanden vom 24. bis zum 27. Mai im belgischen Brüssel statt. Von den komplett versammelten Titelverteidigern
konnten nur der Italiener Felice Mariani und Harald Heinke (DDR) ihren Erfolg wiederholen.

## Ergebnisse

### Männer
| Gewichtsklasse                 | Gold               | Silber              | Bronze                                 |
| ------------------------------ | ------------------ | ------------------- | -------------------------------------- |
| Superleichtgewicht (bis 60 kg) | Felice Mariani     | Helmut Grobelin     | Josef Reiter Arambi Jemisch            |
| Halbleichtgewicht (bis 65 kg)  | Nikolai Solodukhin | James Rohleder      | Yves Delvingt Nicolae Vlad             |
| Leichtgewicht (bis 71 kg)      | Neil Adams         | Ezio Gamba          | Günter Krüger Evgeny Babanov           |
| Halbmittelgewicht (bis 78 kg)  | Harald Heinke      | Schota Chabareli    | Adam Adamczyk Mihalache Toma           |
| Mittelgewicht (bis 86 kg)      | Jürg Röthlisberger | Slavko Obadov       | Detlef Ultsch Endre Kiss               |
| Halbschwergewicht (bis 95 kg)  | Tengis Chubuluri   | Robert Van de Walle | Günther Neureuther Robert Köstenberger |
| Schwergewicht (über 95 kg)     | Jean-Luc Rougé     | Witali Kuznezow     | Peter Adelaar Imre Varga               |
| Offene Klasse                  | Alexei Tjurin      | Angelo Parisi       | Paul Radburn Robert Van de Walle       |

## Medaillenspiegel
| Rang | Land                            | Gold | Silber | Bronze | Gesamt |
| ---- | ------------------------------- | ---- | ------ | ------ | ------ |
| 1    | Sowjetunion                     | 3    | 2      | 2      | 7      |
| 2    | Frankreich                      | 1    | 1      | 1      | 3      |
| 3    | Italien                         | 1    | 1      | –      | 2      |
| 4    | Deutsche Demokratische Republik | 1    | –      | 2      | 3      |
| 5    | Vereinigtes Königreich          | 1    | –      | 1      | 2      |
| 6    | Schweiz                         | 1    | –      | –      | 1      |
| 7    | BR Deutschland                  | –    | 2      | 1      | 3      |
| 8    | Belgien                         | –    | 1      | 1      | 2      |
| 9    | Jugoslawien                     | –    | 1      | –      | 1      |
| 10   | Österreich                      | –    | –      | 2      | 2      |
| 10   | Rumänien                        | –    | –      | 2      | 2      |
| 10   | Ungarn                          | –    | –      | 2      | 2      |
| 13   | Polen                           | –    | –      | 1      | 1      |
| 13   | Niederlande                     | –    | –      | 1      | 1      |
|      | Total                           | 8    | 8      | 16     | 32     |